# مسكية
الفصيلة المسكية فصيلة نباتية من طائفة ثنائيات الفلقة تضم أربعة أجناس منها الرباطية والخمان.

## معرض صور

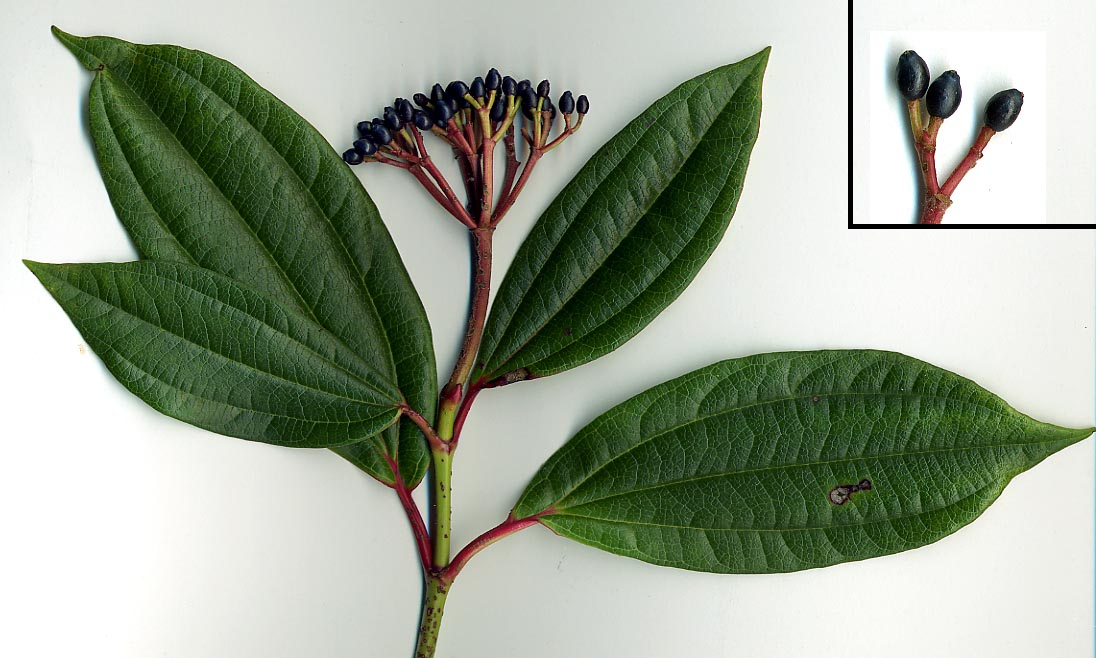
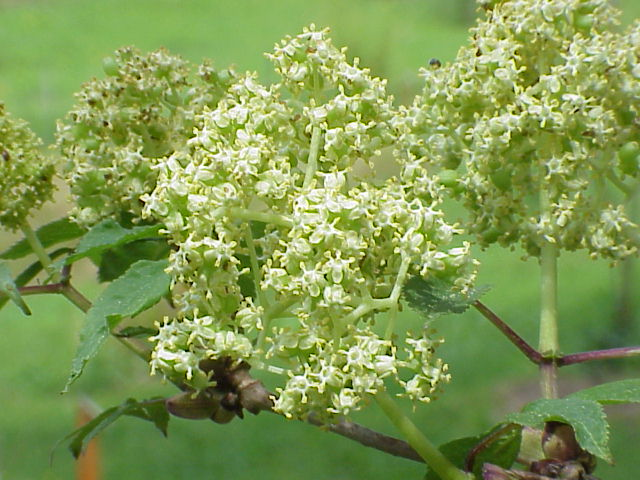
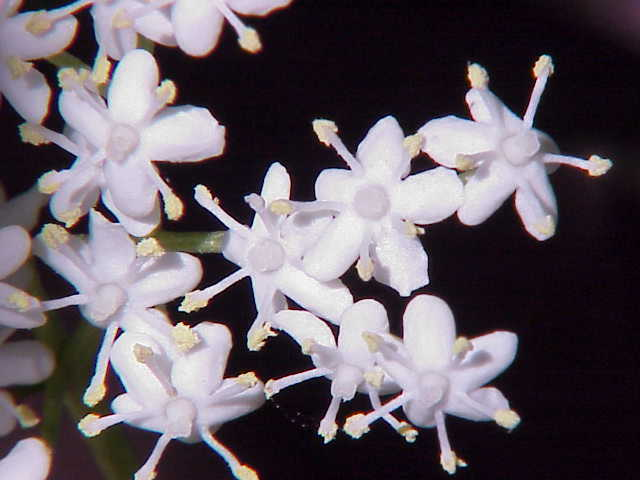
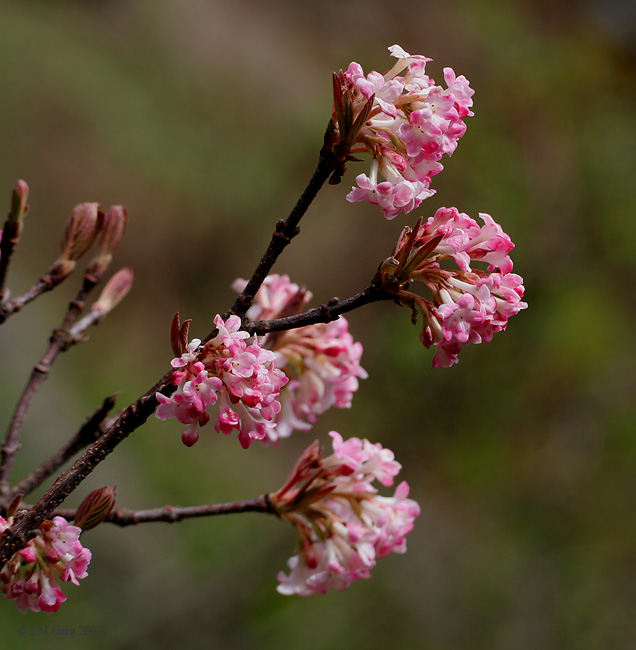
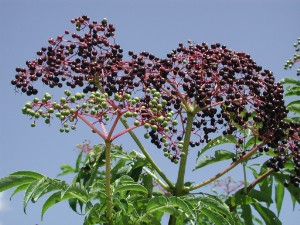